# Lapispatak
Lapispatak (szlovákul: Ploské, korábban Kamenný Potok) község Szlovákiában, a Kassai kerület Kassa-környéki járásában. Ortás tartozik hozzá.

## Fekvése
Kassától 12 km-re északkeletre, a Tarca bal partján fekszik. Földrajzi koordinátái: é. sz. 48° 48′ 51″, k. h. 21° 19′ 31″48.814167°N 21.325278°E.

## Története
1299-ben „Lapuspatak” néven említik először III. András király oklevelében. 1304-ben Somos felosztása során keletkezett oklevélben a Lapispatakra vezető út megnevezésében „Lapuspotok” alakban szerepel. A 13. században épített templomáról 1309-ben tesznek említést, ekkor említik Myke nevű papját is. Az 1332 és 1335 között felvett pápai tizedjegyzék Miklós nevű papját említi. 1427-ben 30 portát számláltak a faluban, melyek Lapuspataki Tamás és Zsigmond között oszlottak meg. A 16. század végére a lakosság száma visszaesett. 1565-ben hét jobbágy- és öt zsellérház állt a faluban. 1598-ban Lapispatak néven említik. 1677-ben Sennyey Istvánt itt fogták el a kurucok. A 18. században már szlovák többségű település volt. 1715-ben 7 adózó család élt a faluban, közülük hatnak szlovák neve volt. 1773-ban szintén szlovák faluként említik, de szlovák nevén csak ekkor szerepel először.
A 18. század végén Vályi András így ír róla: „Lapis Patak. Tót falu Sáros Vármegyében, földes Urai több Uraságok, lakosai katolikusok, fekszik Somoshoz 3/4 mértföldnyire, határja középszerű.”
Fényes Elek 1851-ben kiadott geográfiai szótárában így ír a faluról: „Patak (Lapis), tót falu, Sáros vmegyében, a Tarcza mellett, Abauj vmegye szélén: 392 r. kath., 104 g. kath., 31 evang., 81 zsidó lak. Kath. paroch. templom. Két kastély. Rétje kétszer kaszálható; földe termékeny. F. u. a Keczer nemzetség. Ut. p. Böki.”
A trianoni diktátumig Sáros vármegye Lemesi járásához tartozott.

## Népessége
| Év:            | 1994. | 2004.    | 2014.   | 2024.    |
| -------------- | ----- | -------- | ------- | -------- |
| Emberek száma: | 700   | 811      | 874     | 1032     |
| Eltérés:       |       | +15,85 % | +7,76 % | +18,07 % |

| Év:            | 2023. | 2024.   |
| -------------- | ----- | ------- |
| Emberek száma: | 1003  | 1032    |
| Eltérés:       |       | +2,89 % |

1910-ben 606-an, többségében szlovákok lakták, jelentős magyar kisebbséggel.
2001-ben 808 lakosából 758 szlovák volt.
2011-ben 849 lakosából 748 szlovák és 46 cigány.

## Nevezetességei
Mihály arkangyal tiszteletére szentelt egyhajós, római katolikus temploma a 15. század első felében épült. 1730 körül megújították, 1763-ban tornyot építettek hozzá. 1875-ben restaurálták.

## Lásd még
- Ortás